# Măcin (stad)
Măcin is een stad (oraș) in het Roemeense district Tulcea. De stad telt 11.803 inwoners (2002).